# Umberto Drei
Umberto Drei (* Riolo Bagni, 1 de mayo de 1925 – † Riolo Terme, 14 de enero de 1996). Fue un ciclista  italiano, profesional entre 1947 y 1956, cuyos mayores éxitos deportivos los obtuvo en la Vuelta a España, cuando en la edición de 1950 logró 3 victorias de etapa finalizando en quinta posición en la clasificación genreral

## Palmarés
1950
- 4 etapas en la Vuelta a España

1952
- Gran Premio de Ceprano